# Taeniophyllum maximum
Taeniophyllum maximum är en orkidéart som beskrevs av Johannes Jacobus Smith. Taeniophyllum maximum ingår i släktet Taeniophyllum och familjen orkidéer. Inga underarter finns listade i Catalogue of Life.